# Liste der Naturdenkmale in Saarlouis
Die Liste der Naturdenkmale in Saarlouis nennt die auf dem Gebiet der Stadt Saarlouis im Landkreis Saarlouis im Saarland gelegenen Naturdenkmale.

## Naturdenkmale
| Bild | Bezeichnung             | Ort                                                     | Beschreibung | Art | Nr.        |
| ---- | ----------------------- | ------------------------------------------------------- | --- | --- | ---------- |
| BW   | 1 Platane               | Saarlouis 49° 19′ 4,3″ N, 6° 44′ 51,4″ O)               | Ecke Holtzendorffer Straße – Gaswerkweg                                                                                              |     | D 3.08.001 |
| BW   | 5 Platanen              | Saarlouis 49° 19′ 3,7″ N, 6° 44′ 49″ O)                 | vor dem Staatlichen Gymnasium, Holtzendorffer Straße                                                                                 |     | D 3.08.002 |
| BW   | 3 Eichen, 1 Winterlinde | Saarlouis 49° 18′ 47,2″ N, 6° 44′ 54,2″ O)              | 2 Eichen vor der Kirche, 1 Eiche hinter der Kirche Johann-Sebastian-Bach-Straße, 1 Linde hinter der Kirche zum Kaiser-Friedrich-Ring |     | D 3.08.003 |
| BW   | 1 Platane               | Saarlouis Beaumarais 49° 19′ 27,2″ N, 6° 43′ 32,5″ O)   | links am Eingang zum ehemaligen Mädchen-Erziehungsheim                                                                               |     | D 3.08.004 |
| BW   | 1 Esche                 | Saarlouis Neuforweiler 49° 16′ 25,6″ N, 6° 44′ 15,4″ O) | am Südrand des Sablon-Hofes. Gefällt.                                                                                                |     | D 3.08.005 |